# Poklicna rehabilitacija
Poklicna rehabilitacija pomeni ponovno usposobitev bolnika ali poškodovanca za vzpostavitev normalnih delovnih zmogljivosti oziroma obnovitev njegovih sposobnosti do največje mogoče mere. Gre za dolgotrajen in kompleksen postopek.

## Opredelitev
Poklicno rehabilitacijo lahko razumemo kot proces, s pomočjo katerega delovnemu invalidu omogočimo nadaljevanje ali vzpostavitev zaposlitve, saj lahko z rehabilitacijo nezaposljivega invalida spremenimo v zaposljivega, tako da pripomoremo k boljšemu delovnemu učinku invalida, s tem pa postane tudi zanimiv za delodajalce. Cilj poklicne rehabilitacije je, da invalidu omogoči, da si zagotovi ustrezno zaposlitev ter jo tudi obdrži in v njej napreduje. S tem rehabilitacija pripomore k posameznikovi ponovni vključitvi v družbo ter obenem invalidni osebi nudi boljše počutje, zmanjšanje bolečine, materialno varnost, osebne dohodke in posledično tudi neodvisnost.
Obenem je tudi multidisciplinarno področje, ki se osredotoča na ljudi z boleznimi, motnjami ali neko drugo pomanjkljivostjo, ki vpliva na zmožnost opravljanja poklica, ter jih spodbuja in usmerja k okrevanju, izboljšanja kakovosti življenja in povečevanju kompetentnosti.
Precej podobno poklicno rehabilitacijo definira tudi Zakon o pokojninskem in invalidskem zavarovanju (ZPIZ-2), ki pravi, da je poklicna rehabilitacija celostni proces, v katerem se zavarovanca strokovno, fizično in psihosocialno usposobi za drug poklic ali delo, tako da se lahko ustrezno zaposli ter ponovno vključi v delovno okolje oziroma se usposobi za opravljanje istega poklica ali dela, tako da se mu prilagodi delovno mesto z ustreznimi tehničnimi pripomočki (70. člen ZPIZ-2).
Ta zakon tudi ureja vse v zvezi s poklicno rehabilitacijo, od pravic in pogojev pridobivanja, do načinov izvajanja, in sicer od 70. do vključno 80. člena.

## Pogoji za pridobitev poklicne rehabilitacije

### Zaposleni ali zavarovanec
Pravico do poklicne rehabilitacije ima po 72. členu ZPIZ-a vsaka oseba, pri kateri je prišlo do nastanka II. stopnje invalidnosti, kar pomeni, da je poškodovančeva delovna zmožnost za svoj poklic zmanjšana za 50 % ali več (41. člen ZPIZ-2). Če je ta oseba ob nastopu invalidnosti mlajša od 55 let, ima pravico do rehabilitacije, če se glede na preostalo delovno zmožnost lahko usposobi za neko delo, ki ga bo opravljala polni delovni čas. Če pa je ob dnevu nastanku invalidnosti posameznik mlajši od 50 let, mu rehabilitacija pripada tudi v primeru, da se lahko usposobi le za delo, ki ga bo opravljal krajši delovni čas, a najmanj štiri ure dnevno. Kdor pridobi pravico do poklicne rehabilitacije, se je dolžan usposabljati za delo na zakonsko določen način in v skladu z obveznostmi, ki so zapisane v pogodbi o poklicni rehabilitaciji.

### Zagotavljanje rehabilitacije
V Sloveniji je osebi, ki ima sklenjeno delovno razmerje, poklicno rehabilitacijo dolžan zagotoviti delodajalec, pri katerem je bila ta oseba zaposlena v času nastanka invalidnosti, za posameznike, ki so bili ob nastopu invalidnosti brezposelni, pa je dolžan poskrbeti zavod za izvajanje rehabilitacije, ki v obeh primerih tudi pokrije stroške rehabilitacije. Za potrebe rehabilitacije lahko tako z zavodom kot z delodajalcem sodeluje tudi zavod za zaposlovanje (79. člen ZPIZ-2). Če delodajalec oziroma odgovorna oseba invalidu ne omogoči poklicne rehabilitacije ter če mu ne zagotovi pravice do premestitve ali skrajšanega delovnega časa, to velja za prekršek, ki se kaznuje z globo.

### Rehabilitacija kot izbira
Poklicna rehabilitacija pa je lahko tudi izbirna pravica znotraj invalidskega zavarovanja, ki jo lahko uveljavi delovni invalid II. kategorije po dopolnjenem 50. letu ali 55. letu starosti s preostalo delovno zmožnostjo ali pa invalid III. kategorije invalidnosti, kar označuje osebo, ki ne more več delati s polnim delovnim časom, še vedno pa lahko opravlja neko delo s krajšim delovnim časom ali pa lahko dela tudi polni delovni čas, a ne na delovnem mestu, na katerem trenutno dela, oziroma osebo, katere delovna zmožnost je zmanjšana za manj kot polovico (63. člen ZPIZ-2).

## Načini rehabilitacije
Rehabilitacija se lahko oblikuje preko različnih načinov, in sicer lahko poteka kot:
- kratkotrajno usposabljanje in izobraževanje
- praktično delo na ustreznem delovnem mestu pri delodajalcih oziroma v drugih oblikah delovnega usposabljanja
- izobraževanje na ustreznih šolah in kot druge oblike izobraževanja
- izobraževanje ob delu v času, ko je delovni invalid že premeščen na drugo delovno mesto s polnim delovnim časom, obenem pa se za delo usposablja po izobraževalnih programih šole ali drugih ustreznih programi izobraževanja. To je posebna oblika rehabilitacije, s katero mora invalid izrecno soglašati.

K poklicni rehabilitaciji štejemo tudi čas privajanja na delo, za katerega se zavarovanec s pomočjo rehabilitacije usposobi, če je to potrebno, da lahko s polnim delovnim časom opravlja neko drugo ustrezno delo (76. člen ZPIZ-2).

## Pogodba o poklicni rehabilitaciji
V pogodbi o  poklicni rehabilitaciji, ki jo sklenejo zavod, delodajalec ali zavod za zaposlovanje ter zavarovanec oziroma poškodovana oseba, ko postane odločba o priznanju pravice do poklicne rehabilitacije dokončna, je potrebno opredeliti obliko in način rehabilitacije ter začetek in trajanje, torej časovni potek rehabilitacije, vanjo pa se vključi tudi natančnejše pogoje za usposabljanje zavarovanca za delo ter pogoje in časovne roke za sklenitev pogodbe o zaposlitvi po končanem okrevanju. Prav tako so v tej pogodbi opredeljene medsebojne pravice in obveznosti pogodbenih strank. Z zakonom je določeno, da pri poklicni rehabilitaciji, usposabljanju in zaposlitvi zavarovancev sodelujejo organizacije za usposabljanje in zaposlovanje invalidnih oseb ter zavod za zaposlovanje, slednjemu pa morata zavarovanec in izvajalec rehabilitacije najmanj vsakih 6 mesecev poročati o izvajanju in poteku okrevanja (77. člen ZPIZ-2).

## Pravice znotraj poklicne rehabilitacije

### Pravica do prilagoditve prostorov in delovnih sredstev
Po 73. členu ZPIZ-a je določeno, da stroške prilagoditve prostorov in delovnih sredstev za potrebe poklicne rehabilitacije prevzame zavod, prav tako pa tudi delno ali v celoti krije stroške prilagoditev, ki so potrebne za ohranitev zaposlitve osebe, pri kateri je nastopila invalidnost. Zavod lahko tudi nameni del sredstev za invalidsko zavarovanje za ohranitev zaposlitve ter pospeševanje zaposlovanja delovnih invalidov, merila in postopke za odmerjanje teh sredstev pa določi zavod sam.

### Pravica do nastanitve in povrnitve potnih stroškov
Glede na oddaljenost bivališča zavarovanca do ustanove oziroma sedeža organizacije, v okviru katere poteka poklicna rehabilitacija, ima lahko zavarovanec tudi pravico do nastanitve na stroške zavoda, in sicer v primeru, da je nujno potrebna vožnja, zavarovanec pa se zaradi svoje invalidnosti ne more voziti z javnimi prevoznimi sredstvi oziroma nima preskrbljenega prevoza. Prav tako ima oseba v procesu poklicne rehabilitacije pravico do povrnitve potnih stroškov, če je za potrebe rehabilitacije napotena v drug kraj (78. člen ZPIZ-2).

### Nadomestilo za čas poklicne rehabilitacije
V času opravljanja poklicne rehabilitacije ostane zavarovanec v delovnem razmerju pri delodajalcu, kljub temu pa ne prejema plače, pač pa denarno nadomestilo za čas rehabilitacije. Če ob dnevu nastanka invalidnosti ni bil zaposlen, se invalidu čas, ki ga porabi za rehabilitacijo, šteje v zavarovalno dobo. Višino denarnega nadomestila določa 80. člen ZPIZ-a, znotraj katerega so zapisani tudi pogoji upravičenosti do nadomestila.

## Dejavnosti poklicne rehabilitacije
Poklicna rehabilitacija zajema različna področja oziroma aktivnosti, in sicer:
- ocenjevanje narave in stopnje prizadetosti ter njenih vplivov na delovno sposobnost
- zdravstveno obravnavo za odpravo ali pa vsaj ublažitev prizadetosti, ki je posledica nastanka invalidnosti
- poklicno svetovanje in vodenje za doseganje dobre poklicne prilagoditve
- usposabljanje, poklicno in za osebnostno prilagoditev
- vmeščanje v posebne rehabilitacijske ustanove
- zagotavljanje pripomočkov pri delu, preureditve dela in pomoči pri zaposlitvi
- ureditev prevoza med rehabilitacijo in ob zaposlitvi
- zaposlovanje pri delu, ki je v največji možni meri prilagojeno telesnim in duševnim sposobnostim prizadetega posameznika.[5]

## Pristopi ocenjevanja zdravnika
To je naloga strokovnjakov s področja medicine dela, v resnici pa jo izvajajo tudi na drugih področjih specializirani zdravniki, poteka pa v več fazah.
Najprej je treba oceniti zmožnosti za delo v poklicni rehabilitaciji, torej moramo pogledati, kakšni so človekovi telesni in duševni potenciali, ki jih ocenjujemo preko dela. Temu sledi poklicno ocenjevanje, ki vključuje pregled človekovih telesnih in  duševnih sposobnosti ter omejitev pri sedanji zaposlitvi. Ta faza poteka interdisciplinarno, saj združi podatke rehabilitacijskega tima in heteroanamneze. Na podlagi prvih dveh faz oblikujemo rehabilitacijsko diagnozo, ki jo potrebujemo za zasnovo rehabilitacijskega načrta, tega pa med samim izvajanjem spremljamo in ugotavljamo njegovo uspešnost.

## Metode dela
Ker je poklicna rehabilitacija kompleksen proces, se strokovnjaki s tega področja poslužujejo različnih metod. V začetni fazi je predvsem pomemben intervju, ki  služi za zbiranje podatkov o obravnavani osebi, pogosto pa se že med tem izvaja tudi svetovanje, da se odpravijo ali preprečijo težave, ki bi lahko oteževale začetek in potek rehabilitacije. Nato je bolnik tudi telesno pregledan, da se ugotovi, do katere stopnje segajo njegove omejitve, ves čas pa je treba skrbno voditi zdravniško dokumentacijo. Pomembna je tudi preučitev, kakšno je delovno mesto, na katerem je oseba zaposlena, kakšne gibe in telesne položaje zahteva od posameznika ipd. Na podlagi vsega tega se lahko nato opredelita diagnoza in načrt okrevanja.